# 好龍集
《好龍集》（An Instinct for Dragons）是由中佛羅里達大學人類學家大衛·E·瓊斯（David E. Jones）所寫的一本書，作者嘗試透過此書解釋人們認為龍的形象在各人類社會的民間傳說中具有普遍性的原因。在導言中，作者進行了一項有關世界各地文化中龍的神話的調查，證明我們可以廣泛地找到龍或像龍的傳說生物的若干外表特徵。他指出，即使是因紐特人，雖然他們從未見過真正的爬行動物——他們所住的嚴寒地方不適合冷血動物居住，但亦擁有一隻像爬蟲類的龍形怪物。
瓊斯反對「原始人因發現恐龍化石而激發他們創作出龍的神話」這個常用假設，他認為各種不同的龍的不同特徵無法從化石中看到；另外，他指出龍的一般特徵似乎可在以人類祖先為獵物的主要掠食者中看到，這些掠食者包括猛禽、大型貓科動物（特別是豹）及蟒蛇。
瓊斯的假設是，在長達一百萬年的演化過程中，物種的成員會對其掠食者演化出本能式的恐懼，他提出這些可怖形象可能會以藝術或文化表達的形式混合一起，創造出龍，又或者集各動物特徵於一身的其他怪物。
最後，他提出為何同一形象在一個文化圈中的不同階段會帶來不同的觀感的社會學原因，藉以嘗試解釋中國的龍一般象徵美好事物及政權的代表，而西方大部分的龍卻是邪惡以及常代表為混亂的原因。
保羅·喬丹-史密斯（Paul Jordan-Smith）及其他作家於2002年春刊發的《西方民俗學》（Western Folklore）中撰文反駁瓊斯的理論。他批評沒有證據證明為什麼龍的神話不能由一個文化圈傳至另一個文化圈。他亦指出我們無法證明人類祖先的恐懼植根於人腦中。